# 圣樊尚 (上卢瓦尔省)
圣樊尚（法語：Saint-Vincent，法語發音：[sɛ̃ vɛ̃sɑ̃]）是法国上卢瓦尔省的一个市镇，属于勒皮区。

## 地理
圣樊尚（45°8'39"N, 3°54'34"E）面积20.4 平方千米，位于法国奥弗涅-罗讷-阿尔卑斯大区上盧瓦爾省，该省份为法国中南部省份，北起多姆山省和卢瓦尔省，西接康塔爾省，南至洛泽尔省，东临阿尔代什省。
与圣樊尚接壤的市镇（或旧市镇、城区）包括：博略、卢瓦尔河畔拉武特、圣波利安附近圣热内、圣波利安、沃雷。

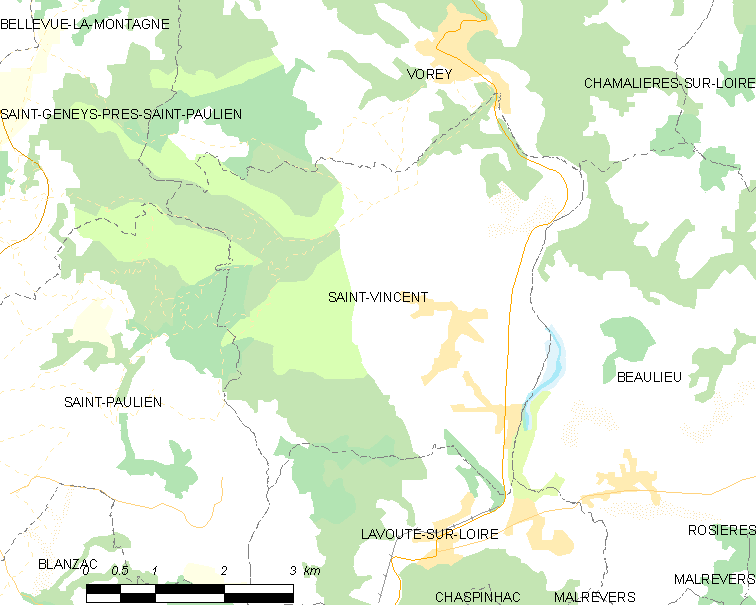
的OSM定位图

圣樊尚的时区为UTC+01:00、UTC+02:00（夏令时）。

## 行政
圣樊尚的邮政编码为43800，INSEE市镇编码为43230。

## 政治
圣樊尚所属的省级选区为昂布拉韦-梅加勒县。

## 人口

1962-2008年间人口变化图示

圣樊尚于2022年1月1日时的人口数量为1070人。